# Abbaye de Saint-Florian
L'abbaye de Saint-Florian (Stift Sankt Florian) est l'abbaye baroque la plus grande et la plus réputée de Haute-Autriche. Elle se trouve à Sankt Florian, près de Linz et est dédiée à saint Florian. C'est aujourd'hui l'une des plus anciennes abbayes du monde en activité.
Une communauté de chanoines réguliers de saint Augustin s'est installée en ce lieu à l'époque carolingienne en 1071. Elle a été réaménagée en style baroque par les maîtres d'œuvre Carlo Antonio Carlone, Jakob Prandtauer et Johann Gotthard Hayberger (de) entre 1686 et 1750.

## Histoire
La partie la plus ancienne de l'abbaye est la crypte, dont l'entrée est sous le maître-autel de la basilique, avec des éléments romans et gothiques. Le maître-autel de marbre de vingt mètres de haut est surplombé par une Assomption de Giuseppe Ghezzi.
L'abbaye conserve le panneau principal du chef-d'œuvre d'Albrecht Altdorfer datant de 1509-1518, qui représente La Passion, la Résurrection et la Légende de saint Florian. La Résurrection du Christ, représentée dans la prédelle, se trouve au Kunsthistorisches Museum de Vienne. Sur le mur voisin est installée une Passion du Christ signée Wolf Huber.
Carlo Antonio Carlone commence les travaux de ce qui est considéré comme son chef-d'œuvre, entre 1686 et 1708. Jakob Prandtauer prend la relève après sa mort. La célèbre Salle de Marbre avec l'apothéose de Charles VI de Habsbourg, œuvre de Bartolomeo Altomonte, maître du grand genre baroque allégorique, est remarquable. Altomonte est aussi l'auteur des fresques de la bibliothèque. Le vénitien Andrea Celesti y peignit le Paradis entre 1697 et 1699. Les stucs sont de Franz Josef Holzinger qui y consacra une grande partie de sa vie (entre 1719 et 1750).
Johann Gotthard Hayberger poursuit les travaux et reconstruit la bibliothèque à partir de 1744. Elle abrite plus de 130 000 volumes : des manuscrits et incunables médiévaux, ainsi que des livres et manuscrits d'autres époques surtout du XVIe siècle et du XVIIe siècle. L'abbaye abrite également une collection de tableaux, en particulier du gothique au baroque, et notamment le retable de Saint-Florian d'Albrecht Altdorfer.
L'église possède huit chapelles latérales. À gauche du chœur, se trouve la chapelle de la Cène (tableau d'autel de Leopold Schulz 1848), et à droite la chapelle de la Croix (tableau d'autel de Peter Strudel 1699). On trouve ensuite la chapelle dédiée à saint Florian (tableau de Leopold Schulz 1837), celle de saint Augustin (tableau de Johann Michael Rottmayr 1719), avec des statues de Leonhard Sattler (de) (1719), celle de sainte Anne (tableau de Michael Willmann (1700), celle des Anges Gardiens (tableau de Michael Willmann (1700). On remarque dans les deux dernières chapelles un tableau de sainte Barbe par Wenzel Halbax (1694) et un tableau de Marie-Madeleine lavant les pieds du Christ, par Andrea Celesti (1700).
Les fresques de l'église sont d'Anton Gumpp, fresquiste munichois, et de son élève Melchior Seindl. Elles représentent le couronnement de la Vierge, des scènes de la vie de saint Florian et les symboles des litanies de Notre-Dame de Lorette.
La chaire fort imposante est de marbre noir avec un abat-voix en bois de tilleul. Elle a été sculptée par Josef Ressler en 1755. On remarque le Sacré-Cœur ardent, symbole de charité, le couronnement de la Vierge et des putti.
L'abbaye a été confisquée par les autorités nationales-socialistes en janvier 1941 et les moines expulsés, pour en faire la base de la Reichsrundfunkgesellschaft (compagnie de radiodiffusion du IIIe Reich) quelques mois plus tard. Les moines qui avaient trouvé asile à Pulgarn (de) ne purent revenir qu'après la fin de la guerre.
Le pape Jean-Paul II a érigé l'église en basilique mineure en 1999. Elle est placée sous les patronages de saint Florian et de saint Augustin.

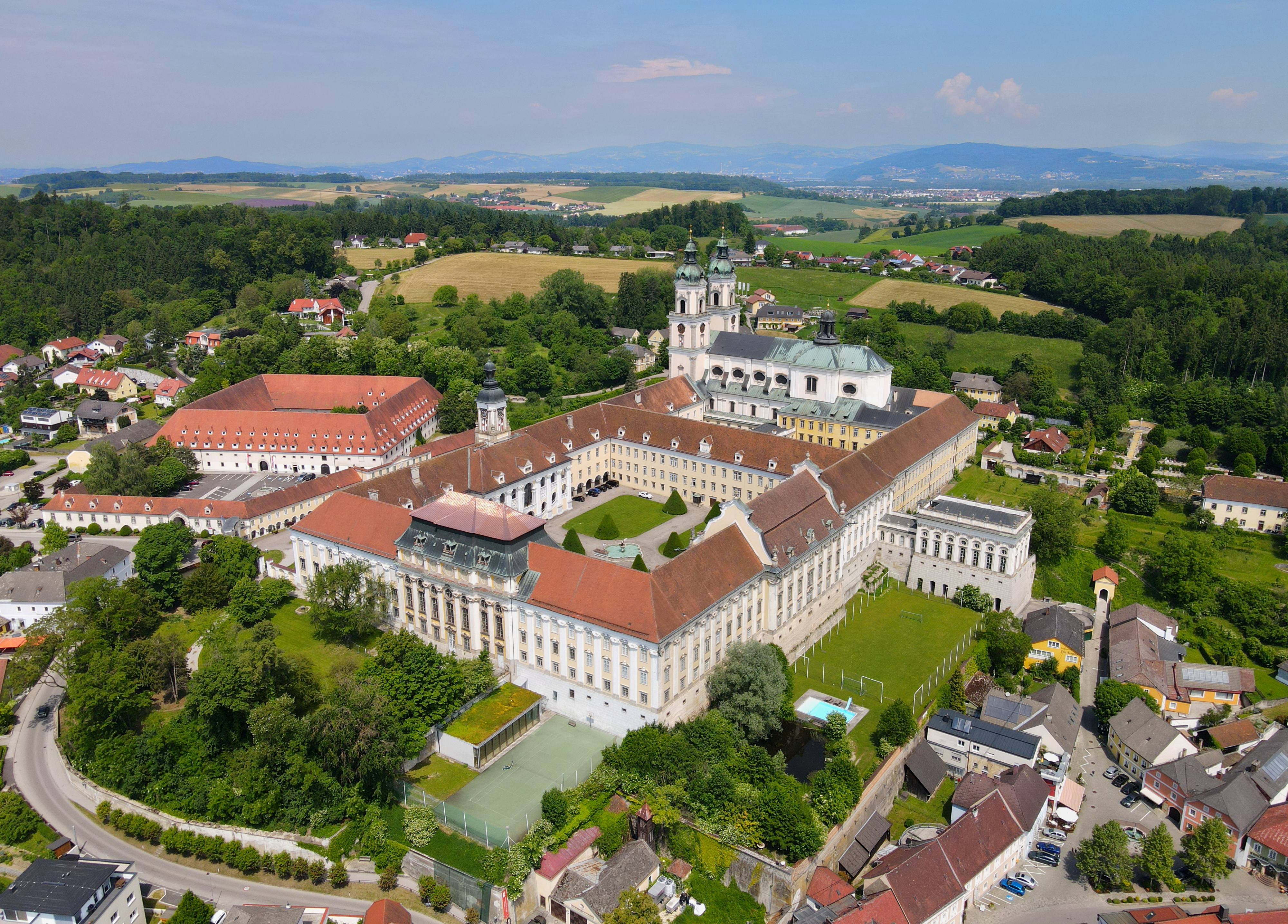
Vue de la basilique et de l'abbaye
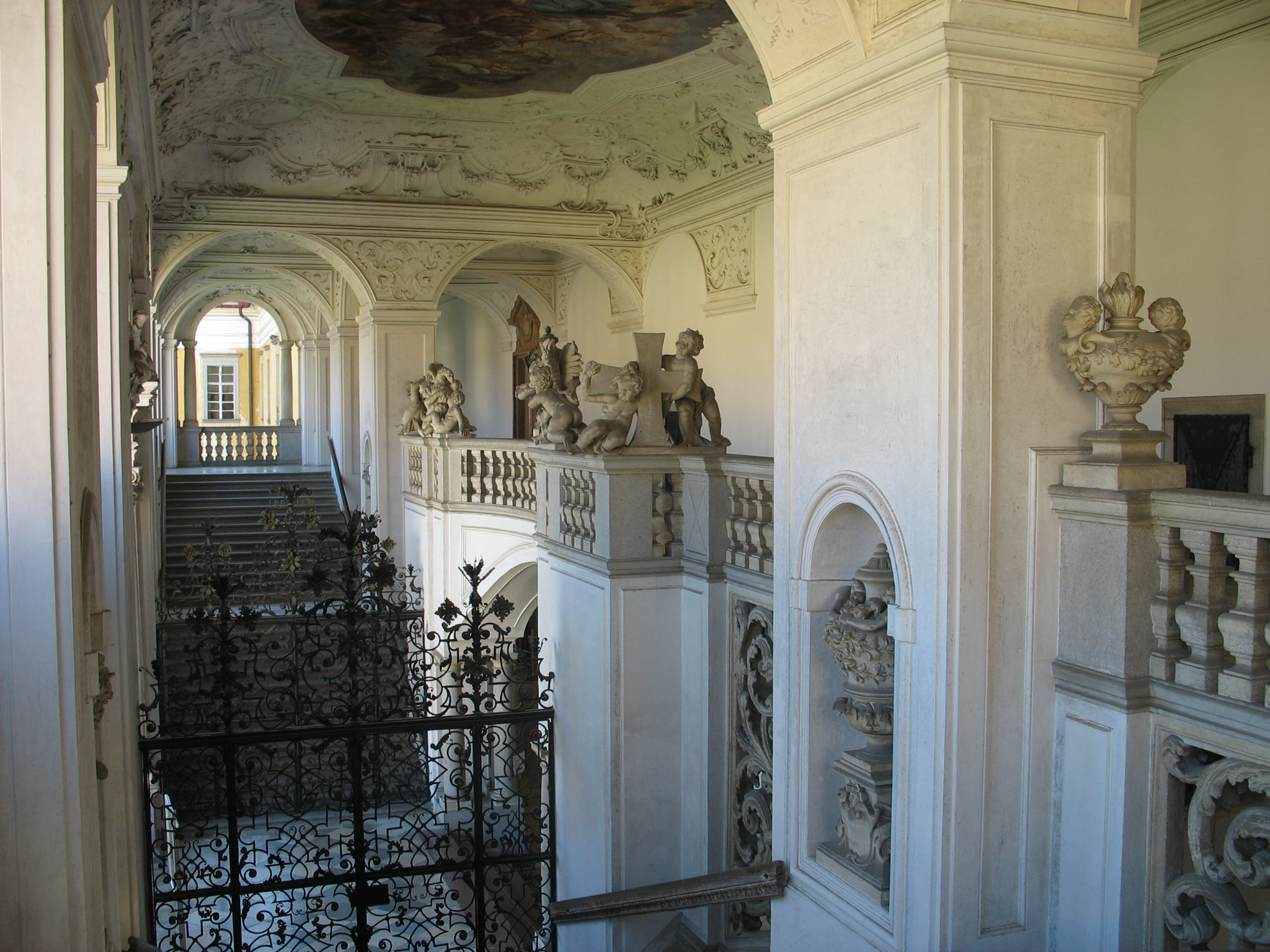
Escalier d'honneur de l'abbaye
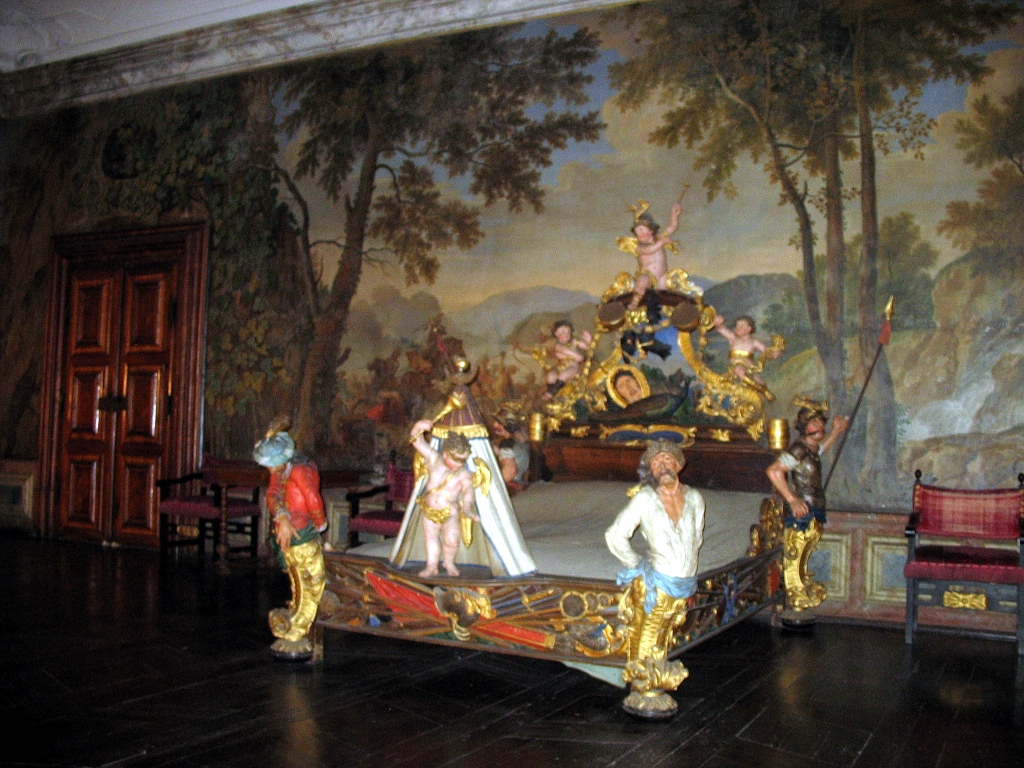
Lit d'apparat des appartements impériaux représentant des prisonniers turcs, dit lit du Prince Eugène
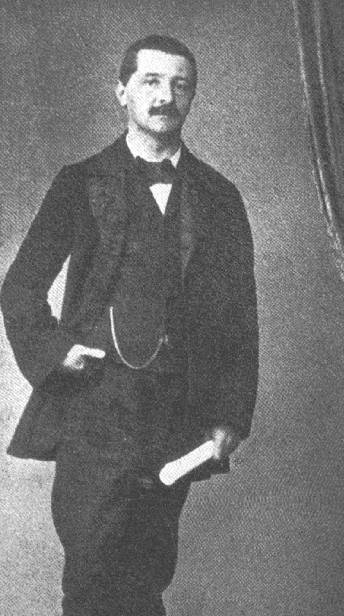
Anton Bruckner vers 1855
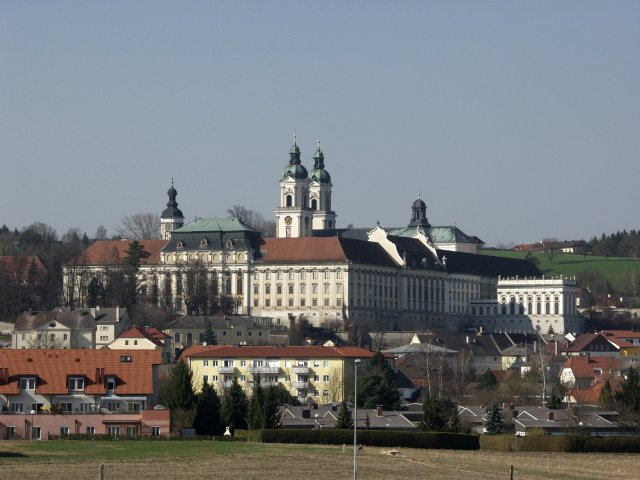
Vue de l'abbaye
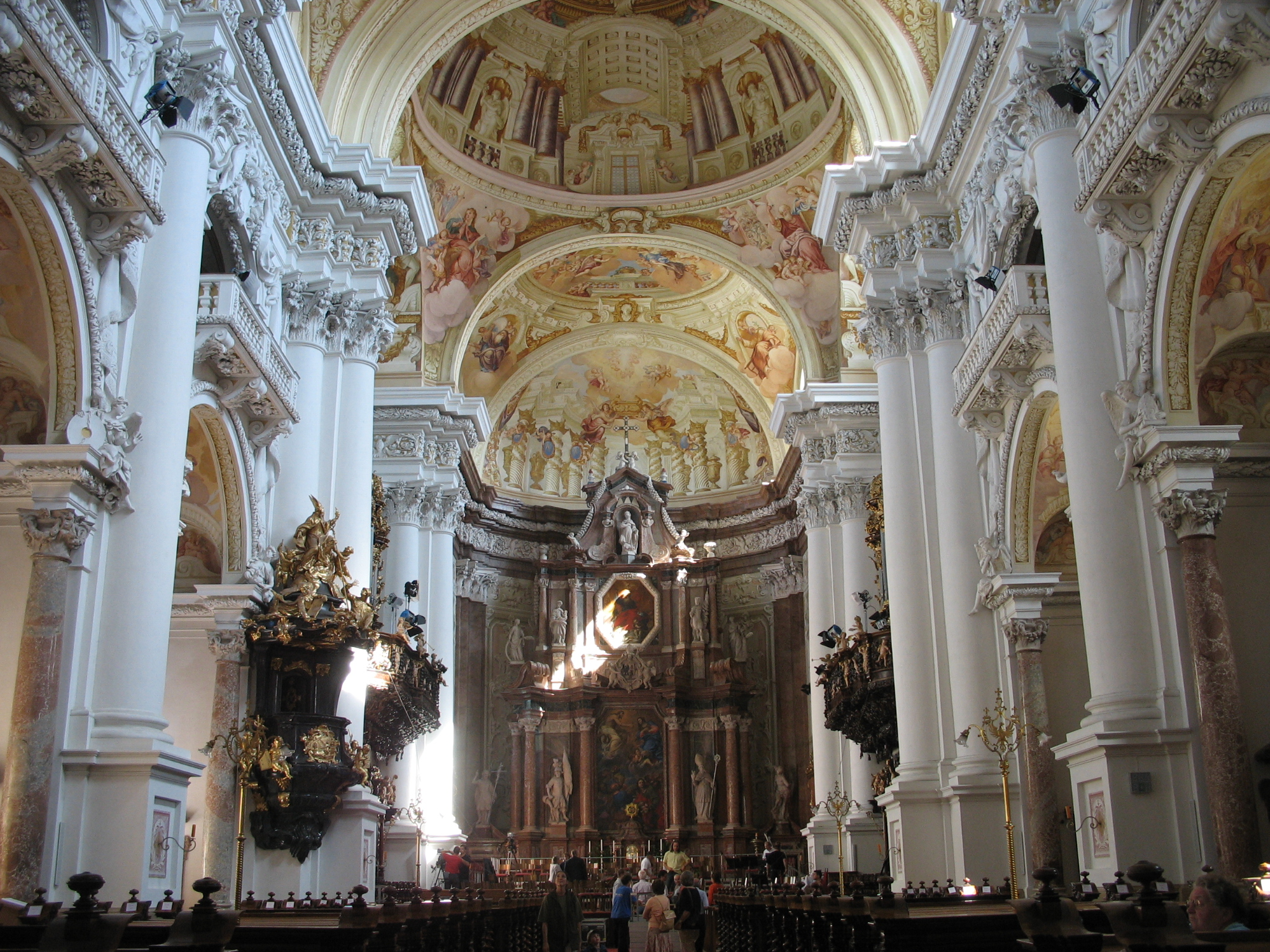
Vue de l'intérieur de la basilique

## Musique

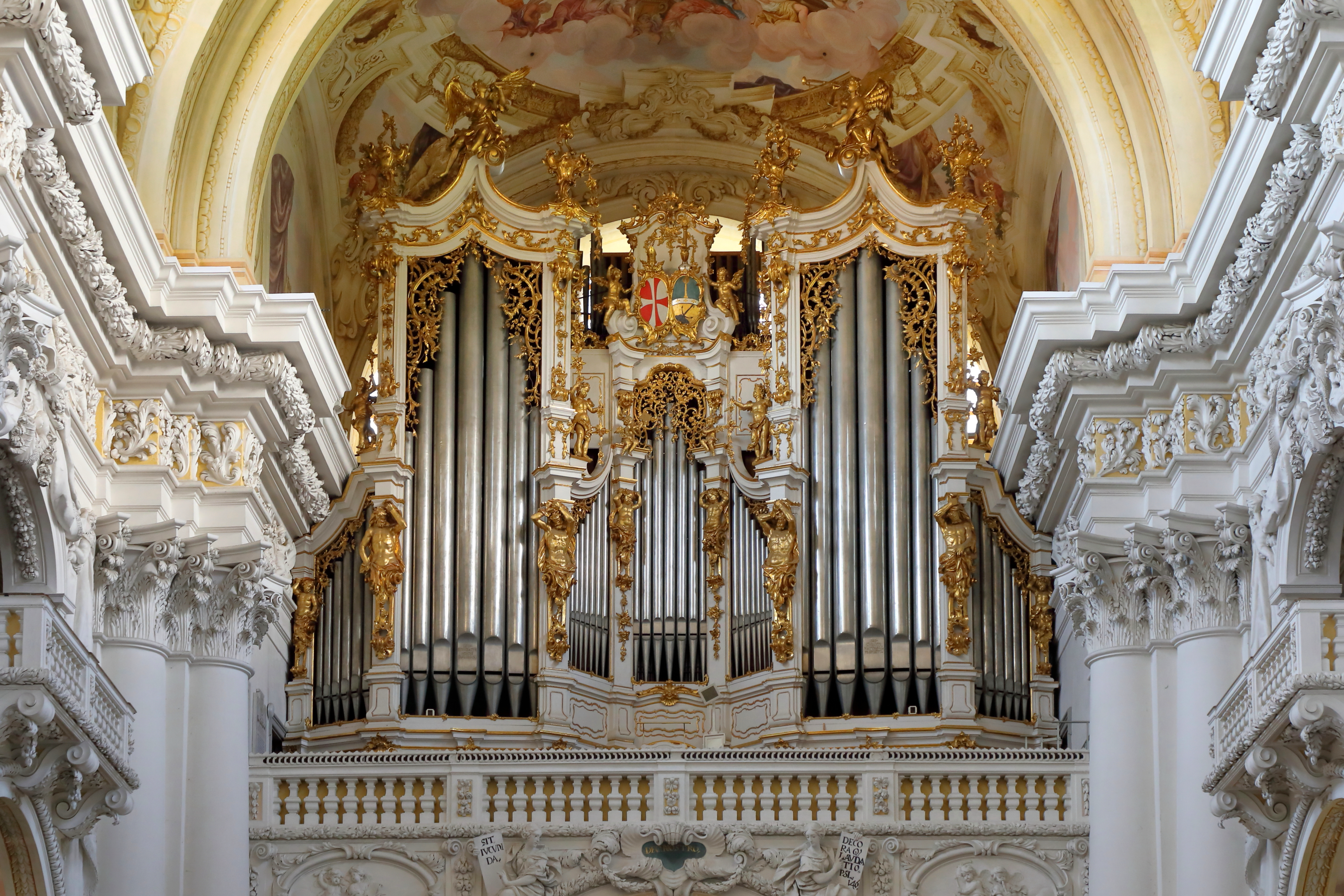
L'orgue dit de Bruckner

Saint-Florian est un haut lieu de la musique. Elle possède deux orgues, dont celui dit de Bruckner, qui a plus de sept mille tuyaux. Anton Bruckner en était le titulaire entre 1848 et 1855. Il était ancien petit chanteur de l'abbaye, et est enterré derrière l'orgue.
Chaque année, des "journées brucknériennes" (Brucknertage) sont consacrées à une symphonie. En 2015, le chef français Rémy Ballot dirigea la 9e.
Ses petits chanteurs (Sankt Florianer Sängerknaben) sont célèbres dans toute l'Europe centrale et germanique, et la fondation de leur chorale remonte à celle de l'abbaye, il y a mille ans. Ils sont au nombre d'environ cinquante, font des tournées internationales et reçoivent une éducation scolaire, spirituelle et musicale à Saint-Florian.

## Sources
- (de) Cet article est partiellement ou en totalité issu de l’article de Wikipédia en allemand intitulé « Stift Sankt Florian » (voir la liste des auteurs).